# Hrvatski radio-amaterski savez
Hrvatski radio-amaterski savez (HRS), deutsch „Kroatischer Amateurfunkverband“, ist die nationale Vereinigung der Funkamateure in Kroatien. Er ist ein überparteilicher, nichtstaatlicher, gemeinnütziger Verein, der über 2000 Funkamateure im Land in mehr als 90 Radioclubs miteinander verbindet.

## Geschichte
Vorläufer war der 1924 in Zagreb gegründete Radio Club Zagreb, bevor die offizielle Gründung des kroatischen Amateurfunkverbandes im Jahr 1949 stattfand.
Der Verband dient der Verbreitung der Funktechnik in Kroatien. Er kümmert sich um den Schutz der Amateurfunkbänder und vertritt seine Mitglieder auf internationaler Ebene. Er verfügt über ein eigenes QSL-Kartenbüro, betreibt ein Netzwerk von Funkrelaisstationen im 2-Meter- und 70-Zentimeter-Band, installiert und wartet Funkbaken und entwickelt Amateurfunk-Fernsehen (ATV). Darüber hinaus organisiert er nationale und internationale Amateurfunkwettbewerbe, wie beispielsweise den staatlichen Wettbewerb in der Schnelltelegrafie (HST), und vergibt Amateurfunkdiplome. Ferner kümmert er sich um die Aus- und Weiterbildung seiner Mitglieder durch Veranstaltungen wie Fachseminare, Kurse, Workshops und Vorträge, und er organisiert Amateurfunkprüfungen. Bei Unfällen oder Naturkatastrophen hilft er mit seinen besonderen Fähigkeiten.
Wichtigstes Ziel bleibt die Förderung der Freundschaft zwischen den Bürgern aller Länder der Welt unabhängig von ihren politischen, nationalen und religiösen Zugehörigkeiten oder Weltanschauungen.
Der HRS ist Mitglied in der kroatischen Vereinigung für technische Kultur und seit 1992 in der International Amateur Radio Union (IARU Region 1), der internationalen Vereinigung von Amateurfunkverbänden, und vertritt dort die Interessen der Funkamateure des Landes.